# Joseph Christian von Zedlitz
Philipp Gotthard Joseph Christian Karl Anton von Zedlitz (Johannisberg (Osztrák-Szilézia), 1790. február 28. – Bécs, 1862. március 16.) báró, német költő.

## Élete
Gimnáziumi tanulmányait Boroszlóban végezte, azután az osztrák hadsereg kötelékébe lépett, ahol 1809-ben hadnagy és mint a hohenzollerni fejedelem ordonánctisztje kitüntette magát a regensburgi, asperni és a wagrami csatákban. 1810-ben császári és királyi kamarás lett, azután elhagyta a katonai szolgálatot 1837-ben és a külügyminisztériumban vállalt állást. 1845-ben Nassau, 1851-ben Weimar, Braunschweig, Oldenburg megbízott követe volt a bécsi udvarnál.

## Munkássága
Költeményei, melyek nagyrészt folyóiratokban, az Aglaja című zsebkönyvekben láttak először napvilágot, összegyűjtve is megjelentek: Totenkränze. Gedichte (Stuttgart, 1832). Drámái: Turturel (Bécs, 1821); Zwei Nächte zu Valladolid (uo. 1825); Liebe findet ihre Wege (Lope de Vega után, uo. 1827); Der Stern von Sevilla (Stuttgart, 1830); Kerker und Krone (uo. 1834); Der Königin Ehre (uo. 1834); Herr und Sklave (uo. 1835); Dramatische Werke (4 kötet, uo. 1830-36). Epikai költemények: Das Waldfräulein (uo. 1843); továbbá: Altnordische Bilder (2 kötet, uo. 1850); Soldatenbüchlein (Bécs, 1848); Childe Harold (Byron eposzának fordítása). Azonkívül számos politikai röpirat szerzője és az Augsburger Allgemeine Zeitung hivatalos bécsi levelezője volt és mint ilyen küldött tudósításokat a magyar állapotokról is, de mindig osztrák szempontból, egyoldalúlag bírálván az ügyeket.